# Xenophrys wuliangshanensis
Xenophrys wuliangshanensis és una espècie d'amfibi que viu a la província xinesa de Yunnan, a l'estat indi de Nagaland i, possiblement també, a Myanmar.